# Madonna mit Kind (Yzeure)

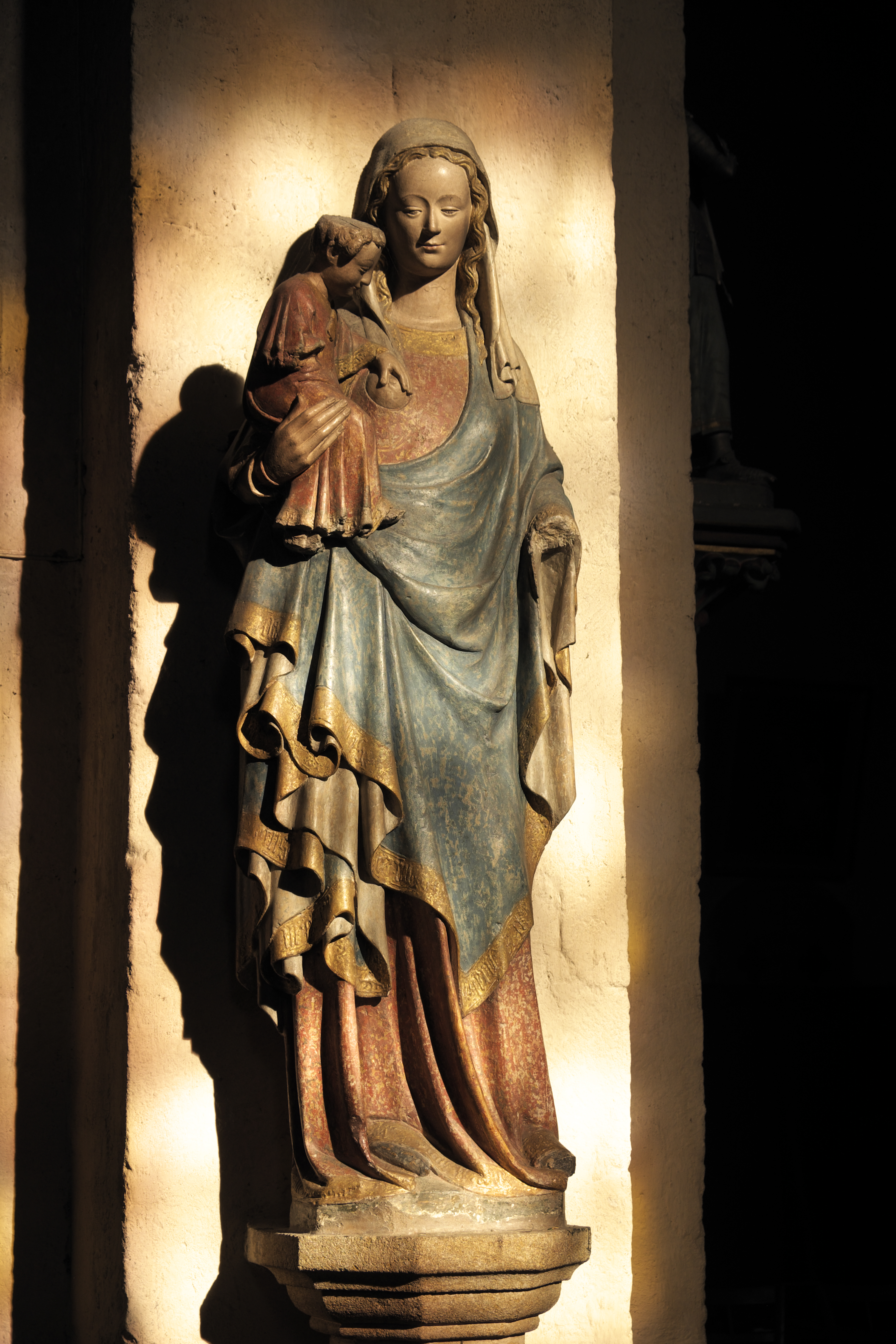
Madonna mit Kind in Yzeure

Die Skulptur Madonna mit Kind in der Kirche St-Pierre in Yzeure, einer französischen Gemeinde im Département Allier der Region Auvergne-Rhône-Alpes, wurde im 15. Jahrhundert geschaffen. Im Jahr 1918 wurde die gotische Skulptur als Monument historique in die Liste der denkmalgeschützten Objekte (Base Palissy) in Frankreich aufgenommen.
Die circa 1,80 Meter hohe Skulptur aus Stein ist farbig gefasst. Das Jesuskind sitzt auf dem rechten Arm von Maria und berüht mit der linken Hand die rechte Brust seiner Mutter. Die linke Hand Marias fehlt, die Köpfe der beiden Personen wurde erneuert.